# Lijst van voetbalinterlands Oman - Uruguay
Deze lijst van voetbalinterlands is een overzicht van alle officiële voetbalwedstrijden tussen de nationale teams van Oman en Uruguay. De landen speelden tot op heden een keer tegen elkaar. Dat was een vriendschappelijke wedstrijd op 13 oktober 2014 in Muscat.

## Wedstrijden
| № | Plaats | Datum           | Competitie        | Wedstrijd      | Uitslag |
| - | ------ | --------------- | ----------------- | -------------- | ------- |
| 1 | Muscat | 13 oktober 2014 | Vriendschappelijk | Oman – Uruguay | 0 – 3   |

## Samenvatting
| Competitie        | Totaal gespeeld | Winst Oman | Gelijk | Winst Uruguay | Doelsaldo Oman – Uruguay |
| ----------------- | --------------- | ---------- | ------ | ------------- | ------------------------ |
| Vriendschappelijk | 1               | 0          | 0      | 1             | 0 − 3                    |
| Totaal            | 1               | 0          | 0      | 1             | 0 − 3                    |

## Details

### Eerste ontmoeting
| Vriendschappelijk (Muscat, Oman, 13 oktober 2014): |              | |
| Oman | 0 – 3        | Uruguay |
| | goals        | 57' Luis Suárez 67' Luis Suárez 87' Jonathan Rodríguez |
| Paul Le Guen | bondscoach   | Oscar Tabárez |
| Ali Al-Habsi Saad Al Mukhaini Abdul Salam Al Mukhaini Raed Ibrahim Saleh Qasim Said 63' Ahmed Mubarak Mohammed Al Musalami 77' Eid Mohammed Al Farsi 67' Ali Sulaiman Rashid Al Busaidi 67' Abdulaziz Al Muqbali 63' Amad Al Hosni 63'        | opstellingen | Martín Silva Gastón Silva 70' Maximiliano Pereira Diego Godín José María Giménez 65' Egidio Arévalo 46' Cristian Rodríguez Nicolás Lodeiro 78' Luis Suárez 78' Diego Rolán 46' Giorgian de Arrascaeta |
| Fahad Al Jalabubi 63' Mohammed Al-Ghassani 63' Mohammed Al Siyabi 63' Hassan Mudhafar 67' Mohamed Al Maashari 67' Ali Salim Al Nahar 77' Sulaiman Al Buraiki Mohannad Al Zaabi Nasser Al Shimli Jaber Al Owaisi Jumaa Al Mashari Ali Al Jabri | wissels      | 46' Gastón Ramírez 46' Jonathan Rodríguez 65' Diego Arismendi 70' Mathías Corujo 78' Cristhian Stuani 78' Camilo Mayada Fernando Muslera Emiliano Velázquez Álvaro Pereira Abel Hernández             |
| Abdul Salam Al Mukhaini 42' | gele kaarten | 29' José María Giménez |
| - Debuut van Gastón Silva (Torino) voor Uruguay. |              | |

OFA · A-internationals · Bondscoaches · Statistieken · Olympisch elftal · Oman U21 · Oman U20 · Oman U19 · Oman U18 · Oman U17
1970 – 1979 · 
1980 – 1989 · 
1990 – 1999 · 
2000 – 2009 · 
2010 – 2019 ·
2020 − 2029
1974 · 
1975 · 
1976 · 
1977 · 
1978 · 
1979 · 
1980 · 
1981 · 
1982 · 
1983 · 
1984 · 
1985 · 
1986 · 
1987 · 
1988 · 
1989 · 
1990 · 
1991 · 
1992 · 
1993 · 
1994 · 
1995 · 
1996 · 
1997 · 
1998 · 
1999 · 
2000 · 
2001 · 
2002 · 
2003 · 
2004 · 
2005 · 
2006 · 
2007 · 
2008 · 
2009 · 
2010 · 
2011 · 
2012 · 
2013 · 
2014 ·
2015 ·
2016 ·
2017 ·
2018 ·
2019 ·
2020 ·
2021 ·
2022 ·
2023
Afghanistan ·
Algerije ·
Australië ·
Azerbeidzjan ·
Bahrein ·
Bangladesh ·
Benin ·
Bhutan ·
Bosnië en Herzegovina ·
Brazilië ·
Bulgarije ·
Burkina Faso ·
Chili ·
China ·
Congo-Kinshasa ·
Costa Rica ·
Duitsland ·
Ecuador ·
Egypte ·
Estland ·
Filipijnen ·
Finland ·
Gabon ·
Guam ·
Haïti ·
Hongkong ·
Ierland ·
India ·
Indonesië ·
Irak ·
Iran ·
Japan ·
Jemen ·
Jordanië ·
Kazachstan ·
Kenia ·
Kirgizië ·
Koeweit ·
Kosovo ·
Laos ·
Letland ·
Libanon ·
Liberia ·
Libië ·
Macau ·
Malediven ·
Maleisië ·
Mali ·
Marokko ·
Mauritanië ·
Mozambique ·
Myanmar ·
Nepal ·
Nieuw-Zeeland ·
Noord-Korea ·
Noord-Macedonië ·
Noorwegen ·
Oezbekistan ·
Pakistan ·
Palestina ·
Paraguay ·
Qatar ·
Saoedi-Arabië ·
Senegal ·
Singapore ·
Slovenië ·
Soedan ·
Somalië ·
Sri Lanka ·
Syrië ·
Tadzjikistan ·
Taiwan ·
Thailand ·
Togo ·
Tunesië ·
Turkmenistan ·
Uruguay ·
Verenigde Arabische Emiraten ·
Verenigde Staten ·
Vietnam ·
Wit-Rusland ·
Zambia ·
Zimbabwe ·
Zuid-Korea ·
Zweden ·
Zwitserland
AUF · A-internationals · Selecties · Bondscoaches · Uruguayaans vrouwenelftal · Olympisch elftal · Uruguay U21 · Uruguay U20 · Uruguay U19 · Uruguay U18 · Uruguay U17
1900 – 1909 ·
1910 – 1919 ·
1920 – 1929 ·
1930 – 1939 ·
1940 – 1949 ·
1950 – 1959 ·
1960 – 1969 ·
1970 – 1979 ·
1980 – 1989 ·
1990 – 1999 ·
2000 – 2009 ·
2010 – 2019 ·
2020 – 2029
WK 1930 · 
WK 1950 · 
WK 1954 · 
WK 1962 · 
WK 1966 · 
WK 1970 ·
WK 1974 · 
WK 1986 · 
WK 1990 · 
WK 2002 · 
WK 2010 · 
WK 2014 · 
WK 2018
OS 1924 · 
OS 1928 ·
OS 2012
1902 · 
1903 · 
1904 · 
1905 · 
1906 · 
1907 · 
1908 · 
1909 ·
1910 · 
1911 · 
1912 · 
1913 · 
1914 · 
1915 · 
1916 · 
1917 · 
1918 · 
1919 ·
1920 · 
1921 · 
1922 · 
1923 · 
1924 · 
1925 · 
1926 · 
1927 · 
1928 · 
1929 ·
1930 · 
1931 · 
1932 · 
1933 · 
1934 · 
1935 · 
1936 · 
1937 · 
1938 · 
1939 ·
1940 · 
1941 · 
1942 · 
1943 · 
1944 · 
1945 · 
1946 · 
1947 · 
1948 · 
1949 ·
1950 · 
1951 · 
1952 · 
1953 · 
1954 · 
1955 · 
1956 · 
1957 · 
1958 · 
1959 ·
1960 · 
1961 · 
1962 · 
1963 · 
1964 · 
1965 · 
1966 · 
1967 · 
1968 · 
1969 ·
1970 · 
1971 · 
1972 · 
1973 · 
1974 · 
1975 · 
1976 · 
1977 · 
1978 · 
1979 ·
1980 · 
1981 · 
1982 · 
1983 · 
1984 · 
1985 · 
1986 · 
1987 · 
1988 · 
1989 ·
1990 ·
1991 · 
1992 · 
1993 · 
1994 · 
1995 · 
1996 · 
1997 · 
1998 · 
1999 · 
2000 · 
2001 · 
2002 · 
2003 · 
2004 · 
2005 · 
2006 · 
2007 · 
2008 · 
2009 · 
2010 · 
2011 · 
2012 · 
2013 · 
2014 · 
2015 · 
2016 ·
2017 ·
2018 ·
2019 ·
2020 ·
2021 ·
2022 ·
2023 ·
2024
Algerije ·
Angola ·
Argentinië ·
Australië ·
België ·
Bolivia ·
Brazilië ·
Bulgarije ·
Canada ·
Chili ·
China ·
Colombia ·
Costa Rica ·
Cuba ·
DDR ·
Denemarken ·
Duitsland ·
Ecuador ·
Egypte ·
Engeland ·
Estland ·
 Finland ·
Frankrijk ·
Georgië ·
Ghana ·
Guatemala ·
Haïti ·
Honduras ·
Hongarije ·
Ierland ·
India ·
Indonesië ·
Irak ·
Iran ·
Israël ·
Italië ·
Ivoorkust ·
Jamaica ·
Japan ·
Joegoslavië ·
Jordanië ·
Libië ·
Luxemburg ·
Maleisië ·
Mexico ·
Marokko ·
Nederland ·
Nicaragua ·
Nieuw-Zeeland ·
Nigeria ·
Noord-Ierland ·
Noorwegen ·
Oekraïne ·
Oezbekistan ·
Oman ·
Oostenrijk ·
Panama ·
Paraguay ·
Peru ·
Polen ·
Portugal ·
Roemenië ·
Rusland ·
Saarland ·
Saoedi-Arabië ·
Schotland ·
Senegal ·
Servië & Montenegro ·
Singapore ·
Slovenië ·
Sovjet-Unie ·
Spanje ·
Tahiti ·
Thailand ·
Trinidad en Tobago · 
Tsjechië ·
Tsjecho-Slowakije ·
Tunesië · 
Turkije ·
Venezuela ·
Verenigde Arabische Emiraten ·
Verenigde Staten ·
Wales ·
Zuid-Afrika ·
Zuid-Korea ·
Zweden ·
Zwitserland
Argentinië (1986) ·
België (1990) ·
Brazilië (1950) · 
Colombia (2014) ·
Costa Rica (2014) ·
Denemarken (1986) ·
Denemarken (2002) ·
Duitsland (2010) ·
Egypte (2018) ·
Engeland (2014) ·
Frankrijk (2002) ·
Frankrijk (2010) ·
Frankrijk (2018) ·
Ghana (2010) ·
Italië (1990) ·
Italië (2014) ·
Mexico (2010) ·
Nederland (1974) ·
Nederland (2010) ·
Portugal (2018) ·
Rusland (2018) ·
Saoedi-Arabië (2018) ·
Schotland (1986) ·
Senegal (2002) ·
Spanje (1990) ·
West-Duitsland (1986) ·
Zuid-Afrika (2010) ·
Zuid-Korea (1990) ·
Zuid-Korea (2010)